# Fear of Heights
Fear of Heights is de tweede single van de Nederlandse popgroep Pioneers of Love. Het is afkomstig van het in november 2011 uitgekomen debuutalbum Contact dat de band heeft opgenomen in Shamrock Studio in Baarn. De videoclip op opgenomen op de Plaine Morte-gletsjer in Zwitserland. De regie was in handen van filmmaker Lex Vesseur.

## Hitnoteringen

### NederlandseSingle Top 100
| Hitnotering: 15-10-2011 t/m 22-10-2011 | Hitnotering: 15-10-2011 t/m 22-10-2011 | Hitnotering: 15-10-2011 t/m 22-10-2011 | Hitnotering: 15-10-2011 t/m 22-10-2011 |
| Week:                                  | 1                                      | 2                                      |                                        |
| -------------------------------------- | -------------------------------------- | -------------------------------------- | -------------------------------------- |
| Positie:                               | 74                                     | 80                                     | uit                                    |